# Liste der Biografien/Zit
Liste der Biografien |
Portal Biografien |
Personensuche
# |
A |
B |
C |
D |
E |
F |
G |
H |
I |
J |
K |
L |
M |
N |
O |
P |
Q |
R |
S |
T |
U |
V |
W |
X |
Y |
Z |
?
 
Za |
Zb |
Zc |
Zd |
Ze |
Zf |
Zg |
Zh |
Zi |
Zj |
Zk |
Zl |
Zm |
Zn |
Zo |
Zr |
Zs |
Zu |
Zv |
Zw |
Zy |
Zz
 
Zia |
Zib |
Zic |
Zid |
Zie |
Zif |
Zig |
Zih |
Zij |
Zik |
Zil |
Zim |
Zin |
Zio |
Zip |
Zir |
Zis |
Zit |
Ziu |
Ziv |
Ziw |
Zix |
Ziy |
Ziz
Die Liste der Biografien führt alle Personen auf, die in der deutschsprachigen Wikipedia einen Artikel haben. Dieses ist eine Teilliste mit 127 Einträgen von Personen, deren Namen mit den Buchstaben „Zit“ beginnt.

## Zit
- Zit, Wenzel (1852–1932), österreichisch-tschechischer Kapellmeister und Komponist
- Zit, Wilhelm (1874–1908), österreichischer Militär- und Berufsmusiker

### Zita
- Zita († 1272), römisch-katholische HeiligeZita († 1272)

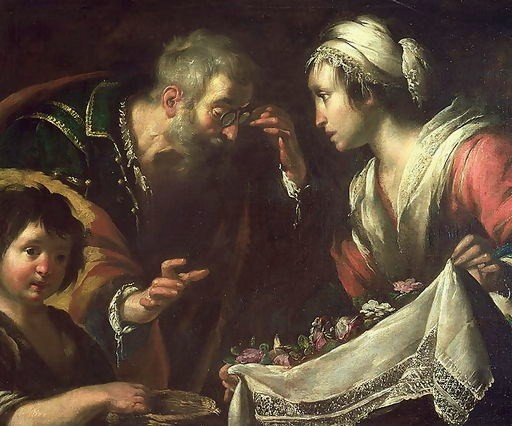
Zita († 1272)

- Zita, Antonietta, italienische Filmeditorin
- Zíta, František (1909–1977), tschechoslowakischer Schachspieler
- Zita, Heinrich (1882–1951), österreichischer Bildhauer und Medailleur
- Zitaischwili, Giorgi (* 2000), georgischer Fußballspieler
- Zitano, Jimmy (1928–1989), US-amerikanischer Jazzmusiker
- Zitarrosa, Alfredo (1936–1989), uruguayischer Sänger, Dichter und Journalist

### Zitc
- Zitcere, Tamāra (1947–2014), lettische Wissenschaftlerin, Holocaust-Forscherin und Lehrerin

### Zite
- Zítek, Josef (1832–1909), tschechischer Architekt
- Zitek, Nico Josef (* 1976), deutscher Schauspieler
- Zitelli, David (* 1968), französischer Fußballspieler
- Zitelmann, Arnulf (1929–2023), deutscher Autor von Kinder- und Jugendbüchern sowie von Sachbüchern
- Zitelmann, Ernst (1852–1923), deutscher Jurist
- Zitelmann, Joachim Ludwig (1768–1823), preußischer Landbaudirektor und Regierungsbaurat
- Zitelmann, Katharina (1844–1926), deutsche Schriftstellerin
- Zitelmann, Konrad (1814–1889), deutscher Verwaltungsjurist und Schriftsteller
- Zitelmann, Rainer (* 1957), deutscher Historiker, Publizist und UnternehmensberaterRainer Zitelmann (* 1957)

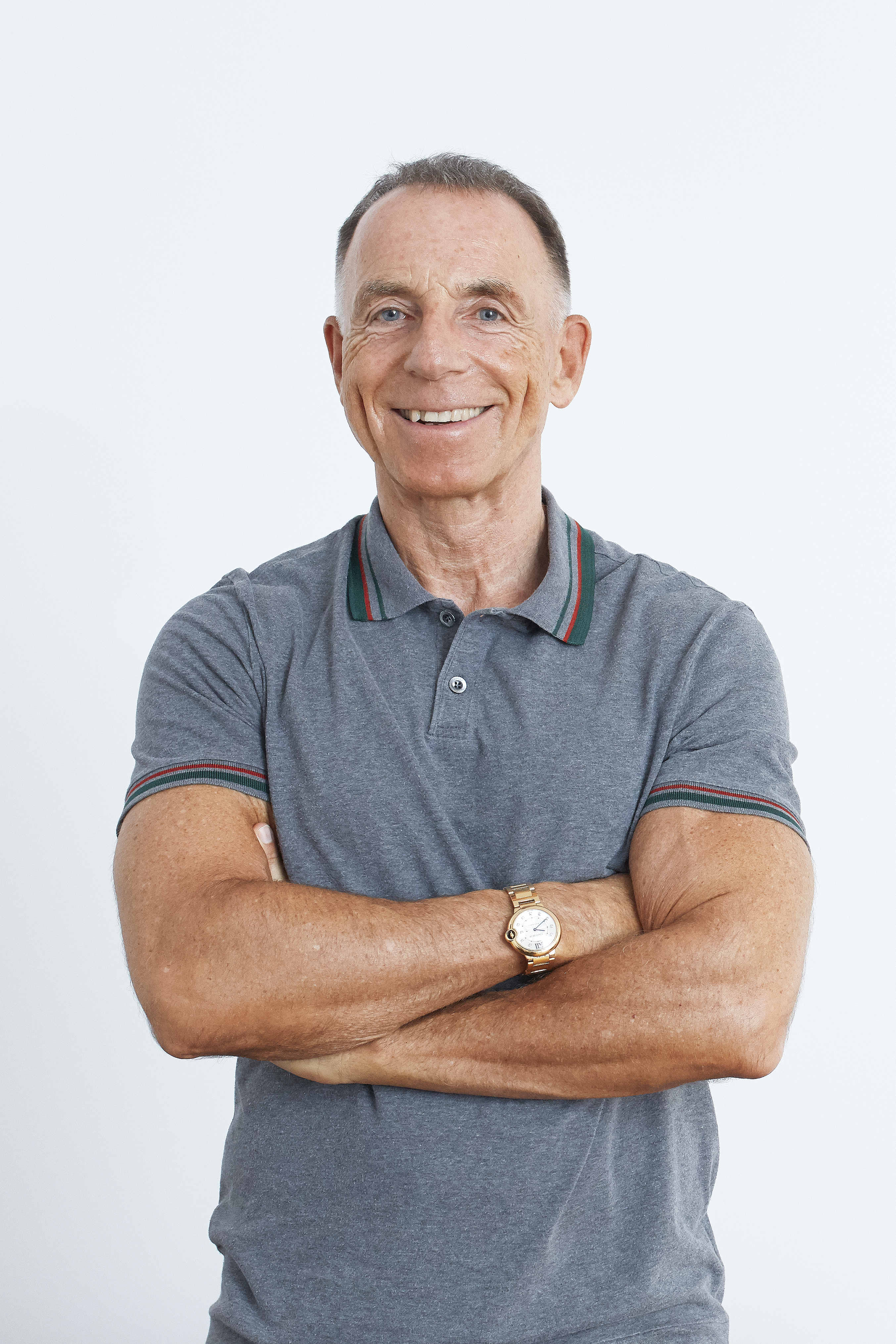
Rainer Zitelmann (* 1957)

- Zitelmann, Ulla (* 1939), deutsche Fernsehansagerin, Moderatorin und Nachrichtensprecherin

### Zith
- Zither-Manä (* 1947), bayerischer Zitherspieler und Künstler der Neuen Volksmusik

### Zitk
- Zítka, Daniel (* 1975), tschechischer Fußballtorhüter
- Zitkala-Ša (1876–1938), US-amerikanische indigene Schriftstellerin, Musikerin und Aktivistin
- Zitko, Otto (* 1959), österreichischer Künstler
- Žitkus, Ričardas, litauischer Schachspieler

### Zitn
- Žitňanská, Jana (* 1974), slowakische Politikerin
- Žitňanská, Lucia (* 1964), slowakische Rechtsanwältin, Justizministerin und Mitglied des Nationalrats
- Zitny, Niki (* 1973), österreichischer Berufsgolfer

### Zito
- Zito (1932–2015), brasilianischer Fußballspieler und -manager
- Zito, Barry (* 1978), US-amerikanischer Baseballspieler
- Zito, Bill (* 1964), US-amerikanischer Eishockeyfunktionär
- Zito, Joseph (* 1946), US-amerikanischer Regisseur, Produzent
- Zito, Laura Lo (* 1985), deutsche Schauspielerin
- Zito, Mike (* 1970), US-amerikanischer Bluesrock-Gitarrist, Sänger, Produzent, Songwriter und LabelbetreiberMike Zito (* 1970)

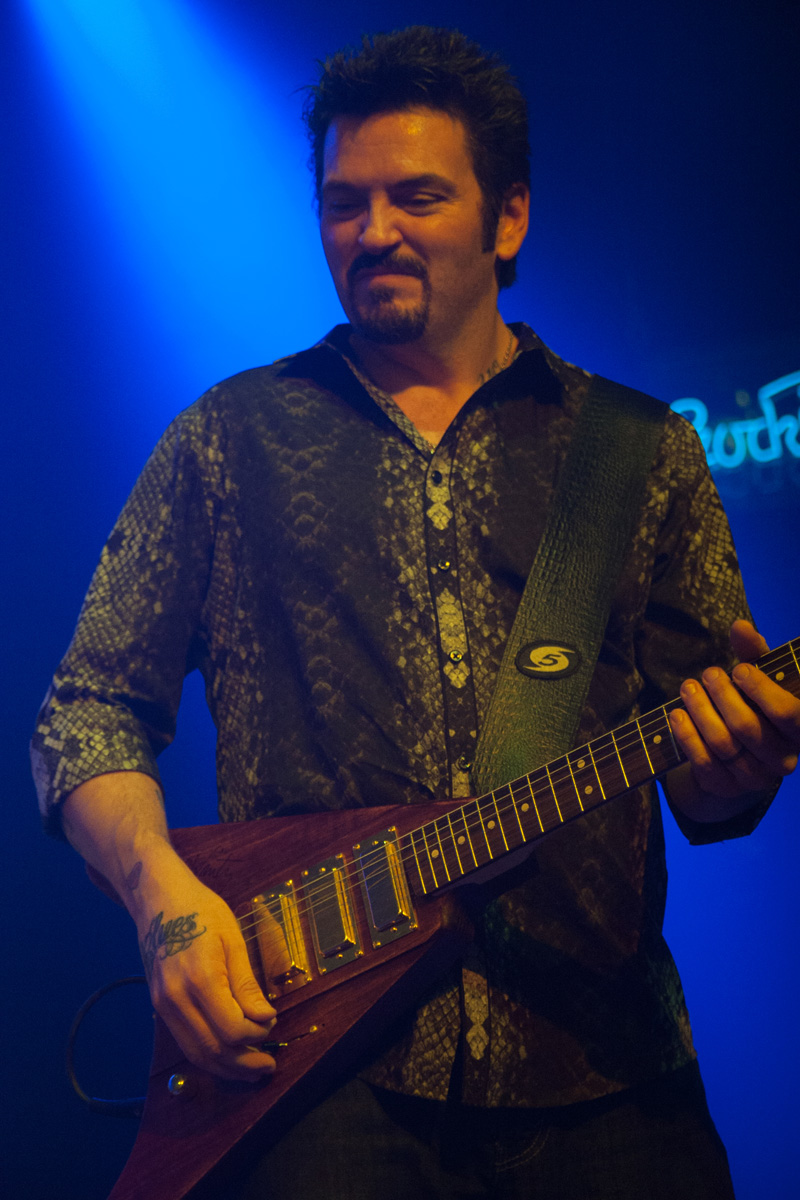
Mike Zito (* 1970)

- Zito, Torrie (1933–2009), US-amerikanischer Jazzmusiker und Komponist
- Zitou, Aljaksandr (* 1986), belarussischer Handballspieler
- Zitouni, Abdelkader (* 1981), französisch-polynesischer Fußballschiedsrichter
- Zitouni, Ali (* 1981), tunesischer Fußballspieler
- Zitouni, Aya (* 2004), algerische Leichtathletin
- Zitouni, Imène Kawthar (* 2004), algerische Schwimmerin
- Zitouni, Mounir (* 1970), deutsch-tunesischer Fußballspieler und Redakteur
- Zitouni, Mustapha (1928–2014), algerisch-französischer Fußballspieler

### Zitr
- Zitral, Schweizer Rapper
- Zitron, Samuel Löb (1862–1930), jüdischer Schriftsteller, Lexikograph, Kritiker
- Zitrone, Léon (1914–1995), französischer Moderator

### Zits
- Zitscher, Arthur (1880–1965), deutscher Industriechemiker
- Zitscher, Erich (* 1880), deutscher Politiker, MdL

### Zitt
- Zitt, Hans, deutscher Einhandsegler und Abenteurer
- Zitt, Hubert (* 1963), deutscher Sachbuchautor und Dozent
- Zitta, Pavel (* 1985), tschechischer Straßenradrennfahrer
- Zitta, Reiner (* 1944), deutscher Zeichner, Bildhauer, Aktionskünstler
- Zittartz, Johannes (* 1938), deutscher Physiker
- Zitte, Volcenay (1891–1919), Verbrecher auf Réunion
- Zittel, Andrea (* 1965), amerikanische Installationskünstlerin und Bildhauerin
- Zittel, Bernhard (1912–1983), deutscher Archivar, Generaldirektor der Staatlichen Archive Bayerns
- Zittel, Günter (* 1952), deutscher Fußballtrainer
- Zittel, Karl (1802–1871), evangelischer Theologe und Politiker
- Zittel, Karl Alfred von (1839–1904), deutscher Geologe und Paläontologe
- Zittel, Michael (* 1951), deutscher SchauspielerMichael Zittel (* 1951)

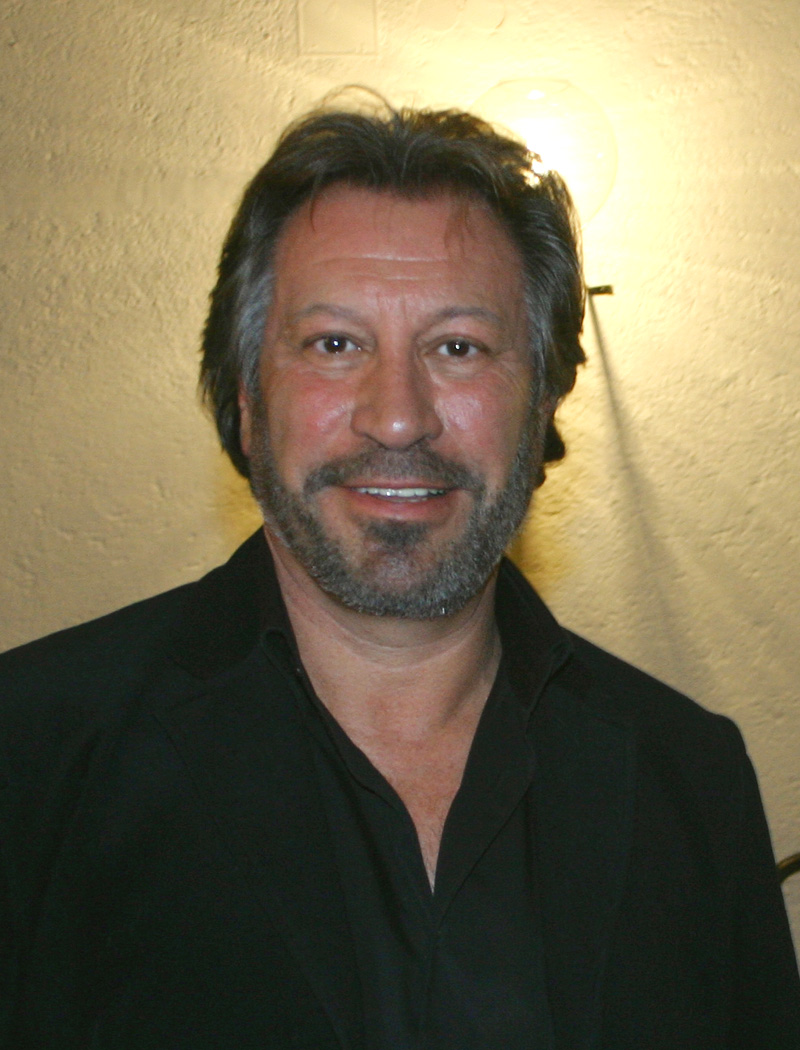
Michael Zittel (* 1951)

- Zitter, Martha Elisabeth (* 1655), fränkische Autorin religiöser Streit- und Konversionsschriften
- Zitter, Maximilian (1901–1942), österreichischer Eisenbahner und Widerstandskämpfer gegen den Nationalsozialismus
- Zitter, Possidius (1723–1802), Mitglied des Augustinerordens, Autor, Lehrer am Kloster Münnerstadt
- Zitterbart, Gerrit (* 1952), deutscher Pianist und Kammermusiker
- Zitterbart, Martina (* 1963), deutsche Informatikerin
- Zittlau, Gustav (1905–1986), deutsch-US-amerikanischer Missionar und Bischof
- Zittlau, Jörg (* 1960), deutscher Wissenschaftsjournalist und Sachbuchautor
- Zittlau, Reiner (* 1956), deutscher Kunsthistoriker und Denkmalpfleger
- Zittmann, Johann Friedrich (1671–1757), königlich polnischer und kurfürstlich sächsischer Generalstabsarzt
- Zittmayr, Hermann (1926–2001), österreichischer Politiker (ÖVP), Abgeordneter zum Nationalrat
- Zittrauer, Maria (1913–1997), österreichische Schriftstellerin und Lyrikerin sowie erste Preisträgerin des Georg-Trakl-Preises für Lyrik
- Zittwitz, Christian von (1943–2023), deutscher Verlagskaufmann, Journalist und Verleger

### Zitv
- Zitvogel, Laurence (* 1963), französische Onkologin

### Zitz
- Zitz, Edith (* 1965), österreichische Politikerin (Grüne), Landtagsabgeordnete in der Steiermark
- Zitz, Franz (1803–1877), deutscher Politiker
- Zitz-Halein, Kathinka (1801–1877), deutsche Schriftstellerin und Frauenrechtlerin
- Zitzelsberger, Bartholomäus (1740–1835), deutscher Pfarrer
- Zitzelsberger, Hans (1906–2006), deutscher Priester, Lehrer, Hochschullehrer und Heimatforscher
- Zitzelsberger, Heribert (1939–2003), deutscher Steuerrechtler und Staatssekretär
- Zitzelsberger, Roman (* 1966), deutscher Gewerkschafter
- Zitzelsberger, Walter (* 1942), deutscher Verwaltungsjurist
- Zitzelsperger, Hans (1926–1998), deutscher Architekt
- Zitzenbacher, Chantal (* 1995), österreichische Schauspielerin
- Zitzenbacher, Walter (1928–1996), österreichischer Dramaturg, Verlagslektor, Schriftsteller, Theaterautor und Hörspielautor
- Zitzer, Georg (1870–1932), deutscher Lehrer und Heimatforscher
- Zitzer, Jürgen (* 1952), deutscher Fußballspieler
- Zitzermann, Bernard (1942–2018), französischer Kameramann
- Zitzewitz, Albrecht von (1848–1917), preußischer Gutsbesitzer und Politiker
- Zitzewitz, Andreas von (* 1960), deutscher Manager
- Zitzewitz, Augusta von (1880–1960), deutsche Porträtmalerin
- Zitzewitz, Bert von (* 1958), deutscher Rennfahrer
- Zitzewitz, Davide von (* 1992), deutscher Rennfahrer
- Zitzewitz, Dirk von (* 1968), deutscher RennfahrerDirk von Zitzewitz (* 1968)

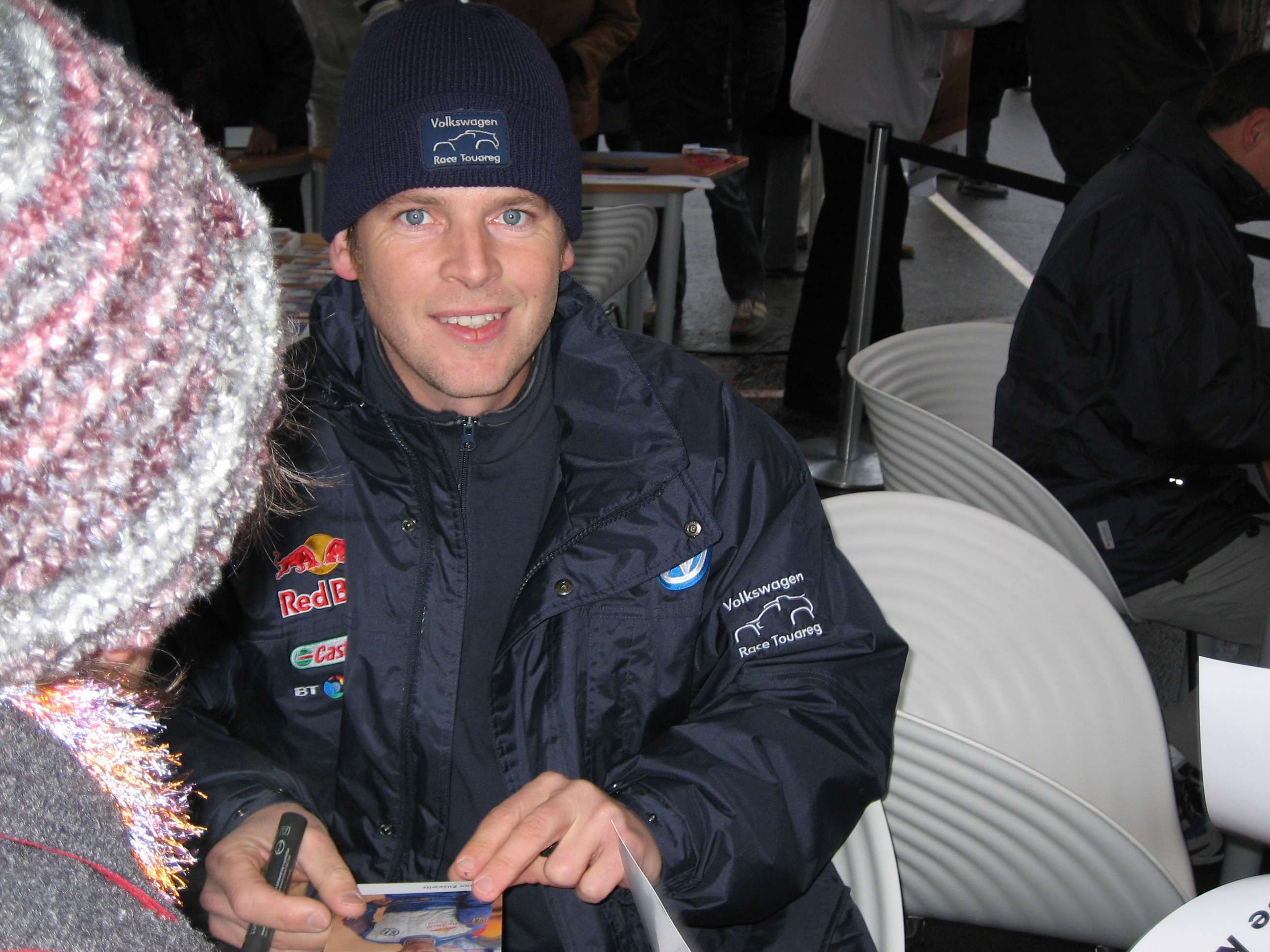
Dirk von Zitzewitz (* 1968)

- Zitzewitz, Ernst von (1835–1899), preußischer Oberst, Gutsbesitzer und Politiker
- Zitzewitz, Ernst von (1873–1945), preußischer Gutsbesitzer und Politiker
- Zitzewitz, Fee von (1943–2006), deutsches Fotomodell
- Zitzewitz, Friedrich von (1887–1940), deutscher Verwaltungsbeamter
- Zitzewitz, Friedrich-Karl von (1863–1936), deutscher Gutsbesitzer und königlich preußischer Landschaftsdirektor
- Zitzewitz, Georg von (1892–1971), deutscher Offizier, Gutsbesitzer und Politiker (DNVP), MdR
- Zitzewitz, Heinrich von (1925–1998), deutscher Künstler und Autor
- Zitzewitz, Henry Paul von (1876–1945), deutscher Verwaltungsbeamter
- Zitzewitz, Jacob von (1507–1572), pommerscher Staatsmann
- Zitzewitz, Johann Boguslaw von (1724–1803), königlich preußischer Generalmajor, Chef des Dragonerregiments Nr. 9
- Zitzewitz, Leopold Nicolaus George von (1761–1818), preußischer Landrat des Stolpeschen Kreises
- Zitzewitz, Lisaweta von (1952–2020), deutsche Publizistin, Slawistin und Projektmanagerin
- Zitzewitz, Michael von (* 1945), deutscher Manager, Vorsitzender der Geschäftsführung der Messe Frankfurt GmbH
- Zitzewitz, Nikolaus von (1634–1704), Abt des Klosters Huysburg, Diplomat
- Zitzewitz, Paul von (1843–1906), deutscher Rittergutsbesitzer, MdHdA
- Zitzewitz, Peter Christoph von (1721–1800), preußischer Generalmajor
- Zitzewitz, Philipp von (* 1978), deutscher Graffiti-Künstler, Filmemacher und Journalist
- Zitzewitz, Victor von (1908–1943), deutscher Schauspieler
- Zitzewitz, Volker von (1934–2025), deutscher Rennfahrer
- Zitzewitz, Wilhelm von (1838–1925), deutscher Adliger, Gutsbesitzer und preußischer Politiker
- Zitzewitz-Muttrin, Friedrich Karl von (1888–1975), deutscher Jurist, Offizier, Gutsbesitzer und Politiker (DNVP), MdR
- Zitzler, Georg (1903–1986), deutscher Politiker (CSU), MdL
- Zitzlsperger, Andreas (* 1891), deutscher Politiker (Völkischer Block)
- Zitzlsperger, Philipp (* 1965), deutscher Kunsthistoriker
- Zitzmann, Armin (* 1960), deutscher ManagerArmin Zitzmann (* 1960)

Armin Zitzmann (* 1960)

- Zitzmann, Axel (* 1959), deutscher Skispringer
- Zitzmann, Christine (* 1954), deutsche Politikerin (CDU), MdL
- Zitzmann, Ernst (* 1891), deutscher Politiker (NSDAP), MdR
- Zitzmann, Friedrich (1840–1906), deutscher Glaskünstler
- Zitzmann, Heribert (* 1945), deutscher Tischtennisspieler
- Zitzmann, Karl Wilhelm (1871–1956), deutscher Wirtschaftsmanager und Kunstsammler
- Zitzmann, Lothar (1924–1977), deutscher Maler und Professor
- Zitzmann, Rudolf (1898–1990), deutscher freiwirtschaftlicher und lebensreformerischer Verleger
- Zitzmann, Yvonne (* 1976), deutsche Schriftstellerin und Übersetzerin
- Zitzwitz, Thomas (* 1964), deutscher zeitgenössischer Künstler